# Horacio Esteves
Horacio Esteves (Horacio E. Esteves Orihuela; * 6. Juli 1941 in Yaritagua; † 26. Juli 1996) war ein venezolanischer Sprinter.
1960 erreichte er bei den Olympischen Spielen in Rom über 100 Meter das Halbfinale und schied in der 4-mal-100-Meter-Staffel im Vorlauf aus.
Bei den Südamerikameisterschaften 1961 in Lima siegte er über 200 Meter, in der 4-mal-100-Meter-Staffel und in der 4-mal-400-Meter-Staffel und gewann Silber über 100 Meter.
1963 gewann er bei den Panamerikanischen Spielen in São Paulo Silber in der 4-mal-100-Meter-Staffel und wurde Vierter über 100 Meter.
Am 15. August 1964 stellte er mit 10,0 s den Weltrekord über 100 Meter ein, jedoch verhinderte eine Verletzung die Teilnahme an den Olympischen Spielen in Tokio.
1968 schied er bei den Olympischen Spielen in Mexiko-Stadt über 100 Meter im Vorlauf aus.

## Persönliche Bestzeiten
- 100 m: 10,0 s, 15. August 1964, Caracas
- 200 m: 20,8 s, 4. Mai 1961, Caracas